# Ахалубані (Мцхетський муніципалітет)
Ахалубані (груз. ახალუბანი) — село в Грузії.
За даними перепису населення 2014 року в селі проживає 435 осіб.